# Kateřina Böhmová (1958)
Kateřina Böhmová née Skronská (22 januari 1958) is een voormalig tennisspeelster uit Tsjecho-Slowakije.
In 1981 speelde zij twee partijen voor Tsjecho-Slowakije op de Fed Cup.
Zij won in haar carrière twee dubbelspeltitels: met Yvona Brzáková het toernooi van Kitzbühel (Sparkassen Austrian Cup) in 1982, en met Marcela Skuherská het WTA-toernooi van Pennsylvania in 1984.
Haar dochter Kateřina Böhmová speelde ook tennis op professioneel niveau.